# Sühnekreuz (Hundisburg)

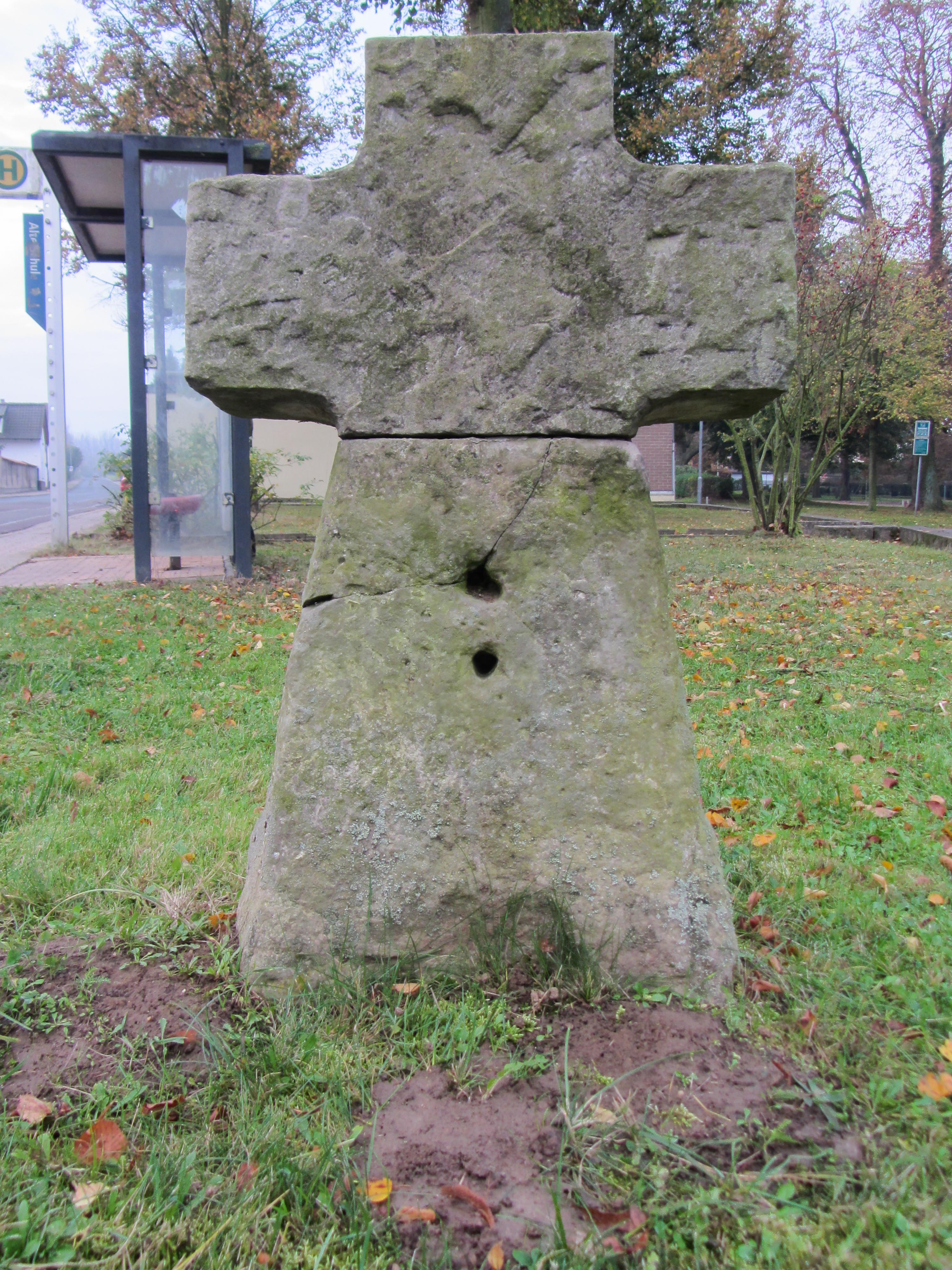
Das Sühnekreuz im Jahr 2014

Das Sühnekreuz im Haldensleber Stadtteil Hundisburg ist ein im Volksmund als „Mordkreuz“ bezeichnetes kleines Denkmal in Form eines Kreuzes. Im örtlichen Denkmalverzeichnis ist es als rechtsgeschichtlich bedeutsames Kleindenkmal eingetragen. Das Kreuz steht an der Ecke Schulstraße/Bauplatz bei der Haltestelle „Alte Schule“ an der Ausfallstraße nach Rottmersleben. Genaues Alter und Anlass der Aufstellung sind unbekannt; das Errichtungsdatum liegt aber vermutlich rund 100 Jahre vor dem in der Bevölkerung kolportierten Jahr 1576.

## Geschichte
Vermutlich wurde das Kreuz Mitte des 15. Jahrhunderts als Sühne für einen begangenen Totschlag errichtet. Der Volksmund schreibt die Begründung des Kreuzes dem Totschlag an Busso von Alvensleben (1553–1576), dem zweitältesten Sohn von Ludolf X. von Alvensleben, zu. Der wurde 1576 bei einem Streit auf einem thüringischen Schloss der Familie Asseburg getötet. Die Asseburgs wurden vor Gericht verurteilt, dem Vater des Getöteten ein Bußgeld von 2000 Talern zu zahlen, die der um weitere 1000 Taler ergänzte und der Errichtung der Armenhäuser in Hundisburg und Neugattersleben stiftete. Es ist jedoch zu bezweifeln, dass der Stein auf den Tod Alvenslebens zurückgeht; die Errichtung eines Sühnekreuzes war auch nicht Bestandteil der damaligen (überlieferten) Vereinbarungen.
Auf der Informationstafel an dem steinernen Kreuz ist zu lesen:

„Eine Volkssage erzählt, daß hier einst eine Mordtat geschehen ist. Busso von Alvensleben und ein Herr von Asseburg verfolgten beide einen starken Hirsch. Gleichzeitig trafen beide am verendeten Tier zusammen. Es entspann sich ein Streit, und der von Asseburg durchbohrte seinen Weidgenossen mit dem Jagdspeer. Als Buße für die Untat mußte der Mörder 2000 Taler zahlen. Der Vater des Ermordeten Ludolf von Alvensleben, erhöhte die Summe um 1000 Taler und stiftete die Hospitäler zu Hundisburg und Gätersleben. Nach der schriftlichen Überlieferung geschah diese Mordtat 1576 in Wallhausen. Da das Hundisburger Kreuz der Form nach rund 100 Jahre älter ist, erscheint dieser Teil der Sage fraglich.“

Im Jahr 1870 stand das Kreuz noch in originaler Form, wobei das Oberteil mittels senkrechter, durch Rundanker verbundene Eisenbänder auf der Vorder- und Rückseite an dem Unterteil befestigt war. In den 1950er Jahren stand nur noch der Schaft. Er diente bis 1958 als Myriameterstein. Um 1960 wurde ein neues Oberteil angefertigt und aufgesetzt. Als 1958 nach dem originalen Oberteil des Kreuzes gesucht wurde, fand man in der Umgebung des Schaftes im Boden eine 15 cm lange Kupferhülse, die eine Pergamenturkunde enthalten haben soll. Aufgrund hohen Alters war der Pergamenttext aber nicht mehr entziffer- oder restaurierbar. Zu Beginn der 1990er Jahre wurden das Oberteil erneut ausgetauscht und ein neuer Standort gefunden.

## Gestaltung
Das Kreuz besteht aus zwei Teilen und verfügt über eine Höhe von rund 1,1 Meter bei einer Breite von etwa 70 Zentimetern. Nur der Schaft ist noch original. Beide Teile wurden aus Sandstein verschiedener Arten gefertigt. Beim Umsetzen Anfang der 1990er wurde der vorher verwendete Betonsockel entfernt.